# ساد (فیلم)
ساد (فرانسوی: Sade‎) فیلمی در ژانر درام به کارگردانی بنوآ ژکو است که در سال ۲۰۰۰ منتشر شد. از بازیگران آن می‌توان به دانیل اوتوی، ماریان دنیکو، ژان-پیر کسل، گرگوار کولین، ژان بالیبار و سیلوی تستود اشاره کرد.